# Ренево (Тульская область)
Ре́нево — деревня в Кимовском районе Тульской области России.
В рамках административно-территориального устройства входит в Краснопольский сельский округ Кимовского района, в рамках организации местного самоуправления включается в сельское поселение Новольвовское.

## География
Расположена на востоке Тульской области, в 6 км к юго-западу от железнодорожной станции города Кимовска.
В карьерном лесном массиве у деревни Ренево ежегодно проводятся открытые соревнования Тульской области по спортивному ориентированию.

## История

### Название
В экономических примечаниях Епифанского уезда от 1776—1780 гг. название деревни пишется «Митино Реневка». На факт, что название деревни двойное, также указывают карта межевания Тульской губернии «Генеральный план Епифанского уезда, часть I» от 1778—1797 гг. Карта не топографическая, рисованная от руки, создана без указаний широт и долгот, но на предположительном месте расположения деревни имеется запись «Митено Реневка». В 1862 году Центральный статистический Комитет Министерства Внутренних Дел Российской Империи в своих изданиях указывал официальное название деревни как «Митино», но в скобках обязательно добавлялось «Ренево». Со временем название упразднилось. Ныне деревня называется Ренево.

### Барщина
В первой половине XVIII в. деревня Митино (Ренево) являлась имением пятерых дворян. У всех помещиков насчитывалось 11 крестьянских дворов, 48 душ мужского пола и женского — 25. В составе имения было 152 десятины (1 десятина — 1,0925 га) пашни и 354 десятины сенокоса. Крестьяне Митино (Ренево) состояли «на изделье» (оброке), распахивали на помещиков земли, а остальную обрабатывали сами. Следовательно, промысел имели хлебопашеством. В сельце Митино Реневка имелся барский дом дворянки Авдотьи Никифоровны Титовой, вдовы секретаря Титова Степана Ермолаевича. Со слов жителей деревни, проживавших в начале 60-х гг. XX в. В д. Ренево, господский дом располагался на месте ныне стоящего дома номер 15. Крестьяне деревни возделывали для помещицы 30 десятин из 152 десятин пашни. В совладении сельцом Митино Реневка с А. Н. Титовой было ещё четыре дворянина: Шишкина Анна Ивановна, Поздняков Андрей Иванович, Бибиков Матвей Васильевич, Десятова Елизавета Даниловна.

### Приход
В 1654 году воевода Епифанского острога Михаил Михайлович Офросимов являлся вотчинником деревни Гранки, в которой он в 1666 году «поставил два двора, а в тех дворах живут полонные (пленные) его люди с жёнами и детьми». Деревни Гранки и Иванково до 1666 года были пустошью, в которых, соответственно, были 22 и 28 мест дворовых пустых.
В 1707 году сын Михаила Михайловича Офросимова, Семён Михайлович строит деревянный Архангельский храм. В 1800 году полковник Михаил Афанасьевич Офросимов перестраивает храм на новом месте. Церковь деревянная с колокольней. С 1857 — по 1916 гг. к Гранковскому приходу относились д. Ренево, д. Каменка, д. Прощёное.
В 1883 г., несколько западнее железнодорожного вокзала, купец Чесноков построил кирпичный магазин. Первая литургия была проведена в приспособленном помещении 5 июля 1996 года. В 1997 году в здании бывшего Чесноковского магазина, началась церковная жизнь прихода в честь иконы Божией Матери «Утоли моя печали». Празднуется день этой иконы 7 февраля по новому стилю (25 января по ст. стилю).
В настоящее время в приходе: г. Кимовск, д. Кораблино, д. Комиссаровка, пос. Отрада, д. Шевыриво, с. Рождествено, д. Алешино, с. Луговое, д. Знаменье, пос. Приозёрный, д. Каркадиново, д. Крутое, д. Самочевка, д. Ивановка, д. Алексеевка, д. Угрусово, д. Кривозерье, с. Краснополье д. Белоозеро, д. Каменка, пос. Полевой, д. Ренево, д. Кропотово, с. Ивановские, с. Карачево, д. Кривой Куст, д. Хомутовка, д. Львово, д. Барма, пос. Возрождение, д. Лопухиновка, д. Новоспасское, д. Петровское, д. Соколовка, пос. Михайловский, д. Метеневка, д. Рогозинки, пос. Мирный.

### Угольные шахты
В 1943 году на поле Реневского сельсовета (ныне территория колхоза «Новый путь») началось строительство угольных шахт. В начале были построены Гранковские шахты — 1-я, 2-я, 3-я, 4-я и 5-я, затем 6-я, 11-я, 12-я и другие. Позже было освоено Зубовское месторождение, где было пять шахт, и последними были построены шахты Новольвовского месторождения. К ноябрю 1997 года все угольные шахты в районе были закрыты. Некоторые из них выработались, а другие посчитали нерентабельными.

### Великая Отечественная война 1941—1945 гг.
Деревня Ренево была оккупирована немецко-фашистскими войсками с 25 ноября по 10 декабря 1941 г. В братской могиле д. Ренево, Кимовского района, покоятся останки солдат, погибших в годы Великой Отечественной войны. Общее количество захороненных 389 человек, из которых 338 числятся известными, а 51 неизвестными. В 1954 и 1969 гг были проведены мероприятия по дозахоронению. На территории могилы установлен коленопреклонённый солдат с припущенным знаменем, выполненный из белого декоративного цемента и гипса. На сегодняшний момент, памятнику требуется реставрация и благоустройство прилегающей территории.

### Перепись населения
В 1630-е гг. закончено очередное писцовое описание Епифанского уезда. Именно в этих книгах впервые упомянута д. Митино (Ренево), Позднее в д. Ренево проживали пахотные солдаты, которые являлись категорией служилых людей, призванных для несения пограничной и сторожевой службы на южных и северо-западных границах Московского государства в составе солдатских и драгунских полков. Данные списков населённых мест Тульская область, составленные в 1859 году Центральным Статистическим Комитетом Министерства Внутренних Дел Российской Империи, гласят о том, что в деревне Митино (Ренево) насчитывалось 24 двора, удалённость от уездного города составляла 15 вёрст, число жителей мужского пола было равно 130, а женского — 121. Примечательно, что расположение деревни указывалось «при реке Дон, между большими дорогами из Епифани в Богородицк и Венев».

## Население
| 2010 |
| ---- |
| 23   |